# 沙疙料塔
沙疙料塔，位于山西省临汾市翼城县中卫乡北庙村。
沙疙料塔建于清代，圆形，塔身用砂圪料砌筑，仅檐部用砖叠涩出檐。高9米，直径2.1米，五级密檐式，第一级大部被埋。无基座。顶层设佛龛。
1987年8月20日，沙疙料塔公布为翼城县文物保护单位。